# Jespák křivozobý
Jespák křivozobý (Calidris ferruginea) je středně velký druh jespáka z podřádu bahňáků, s dlouhým, dolů zahnutým zobákem. Ve svatebním šatu má cihlově červené strany hlavy, hruď a spodinu, v prostém šatu má bílou spodinu a nadoční proužek. Mladí ptáci jsou shora šupinovitě skvrnití a mají béžovou hruď. V letu má bílou křídelní pásku a jako jeden z mála druhů jespáků bílý kostřec. Hnízdí v arktické Sibiři, zimuje hlavně v Africe, vzácněji ve Středomoří a ojediněle v západní Evropě. V České republice nehojně, ale pravidelně protahuje na jaře i na podzim.